# Capacité thermique volumique
La capacité thermique volumique d'un matériau, anciennement appelée chaleur volumique, est sa capacité à emmagasiner la chaleur rapportée à son volume. Elle est définie par la chaleur nécessaire pour élever de 1 °C la température d'un mètre cube de matériau.
C'est une grandeur intensive égale à la capacité thermique rapportée au volume du corps étudié. C'est donc le produit de la masse volumique (ρ) d'un matériau et de sa capacité thermique massique ({\displaystyle c_{p}}).
Elle s'exprime en joules par mètre cube-kelvin (soit J m−3 K−1 ou parfois W h m−3 K−1).

## Pratique
Capacité thermique volumique de quelques matériaux :
- air : 1,256 kJ m−3 K−1
- laine de verre : 17 kJ m−3 K−1[1]
- polystyrène : 21 kJ m−3 K−1[1]
- laine de coton : 40 kJ m−3 K−1
- ouate de cellulose : 96 kJ m−3 K−1[1]
- laine de bois : 120 kJ m−3 K−1
- paille : 160 kJ m−3 K−1[1]
- liège : 280 kJ m−3 K−1
- fibre de bois dense : 350 kJ m−3 K−1[1]
- terre sèche : 1 350 kJ m−3 K−1
- béton ordinaire : 2 400–2 600 kJ m−3 K−1
- fonte : 3 200 kJ m−3 K−1
- fer : 3 496 kJ m−3 K−1
- eau : 4 200 kJ m−3 K−1